# Földi Tamás (közgazdász)
Földi Tamás, születési nevén Fisch Tamás Arnold (Budapest, 1929. február 13. – Budapest, 2007. január 31.) közgazdász.

## Életútja
Földi (Fisch) Árpád (1899–1985) géplakatos és Grün Berta (1904–1989) fiaként született. Középiskolai tanulmányait 1939 és 1947 között a Pesti Izraelita Hitközség Gimnáziumában végezte, ahol 1947-ben tett érettségi vizsgát. 1948 és 1952 között a Marx Károly Közgazdaságtudományi Egyetem hallgatója volt, majd ugyanitt, a Pach Zsigmond Pál vezette gazdaságtörténeti tanszéken kezdte meg tudományos kutatói pályáját. 1954-ben azonban távoznia kellett a tanszékrõl, mert 1945 után részt vett a szociáldemokrata ifjúsági mozgalomban.
1955-től 1960-ig a Marx Károly Közgazdaságtudományi Egyetem központi könyvtárában dolgozott könyvtárosként, majd tudományos csoportvezetőként. 1957-ben közgazdász egyetemi doktorátust szerzett.
1960 és 1973 között a Közgazdaságtudományi Intézet könyvtárának vezetője volt.
1966-ban megalapította az Acta Oeconomica című, négynyelvű közgazdaságtudományi folyóiratot.
Az 1970-es évek második felében több éven át a Comité International pour l’Information et la Documentation en Sciences Sociales UNESCO-bizottság elnöke volt.
Az 1980-as évek végéig a Magyar Közgazdasági Társaság negyedéves folyóirata, a Gazdaság rovatvezetője volt.
1970 és 1990 között a Magyar Tudományos Akadémia közgazdaságtudományi bizottságának titkára volt, e minőségében számos vitát szervezett a gazdasági átalakulás kérdéseiről.
1973-ban létrehozta és igazgatóként irányította a Közgazdasági Információs Csoportot (KICS), amely 1980-tól a Közgazdaságtudományi Intézet Közgazdasági Információs Szolgálata néven működött tovább, ennek tudományos főosztályvezetője volt 1992-ig.
Kezdeményezője és főszerkesztője volt a nemzetközi együttműködés keretében készült, 1992-ben megjelent, Market Economy and Planned Economy: An Encyclopaedic Dictionary című, háromnyelvű (angol, német, orosz) értelmező szótárnak, amely - egymásra vonatkoztatva - a tervgazdaság és a piacgazdaság alapvető fogalmait magyarázta.
1990 után a Politikai Tanulmányok Intézete Alapítvány igazgatója volt.
A könyvtárosi munkával való kapcsolata sem szakadt meg, haláláig tagja volt a Magyar Tudományos Akadémia Könyvtárának gyarapításán és fejlesztésén munkálkodó „Pro Bibliotheca Academiae Scientiarum Hungaricae” Alapítvány felügyelő bizottságának.